# Christiane Saleh
Pour les articles homonymes, voir Saleh.
Christiane Saleh, née au Caire, est une poétesse, auteur dramatique et journaliste libanaise d'expression française.

## Biographie
Née au Caire, Christiane Saleh a grandi au sein d'une famille à la fois arabophone et francophone, mais cette dernière culture l'a profondément marquée. Elle a reçu une éducation primaire et secondaire au Pensionnat français de Notre-Dame du Sacré-Cœur, à Héliopolis. Au sortir de ce pensionnat, elle publie une première œuvre sous le titre Arabesques.
Quittant ensuite l'Égypte pour le Liban en 1956, Christiane Saleh y mène une brillante carrière de journaliste, collaborant à de nombreux quotidiens et hebdomadaires libanais d'expression française dans le cadre rubriques sociales et culturelles.
Parallèlement, elle poursuit une carrière littéraire et son œuvre au tempérament lyrique s'exprime notamment à travers des recueils  de poèmes, récits, contes et pièces de théâtre.
Entre l'Égypte et le Liban, ses deux premiers pays, sans oublier la France qui est la contrée de son cœur et de sa culture, Christiane Saleh a puisé toute la richesse de son inspiration et de son écriture.

## Œuvres

### Poésie
- Cantates pour Noël, l'Harmattan, 1997  (ISBN 2-7384-6242-1)
- Chants d'automne, l'Harmattan, 1996  (ISBN 2-7384-4192-0)
- La Flûte, le Méridien éd., 1989  (ISBN 2-86366-161-2)
- Poèmes de l'ancien et du Nouveau monde, Librairie Saint-Germain-des-Prés, 1988  (ISBN 2-243-03095-0)
- L'Autre Mer, Librairie Saint-Germain-des-Prés, 1975  (ISBN 2-243-00046-6)

### Contes
- Légendes de Noël et contes pour enfants, Saint-Germain-des-Prés, 1988  (ISBN 2-243-03133-7)
- Le Cheval rose et autres contes, Hatem, 1997

### Théâtre
- Concerto pour deux voix, le Méridien éd., 1989  (ISBN 2-86366-157-4)

### Traduction
- Saint Éphrem le Syriaque, Chants pour la Nativité, traduction littérale de Mgr Behnan Hindo, transcription poétique de Christiane Saleh, l'Harmattan, 1996  (ISBN 2-7384-4542-X)

### Romans
- Le dernier tramway, Cariscript, 2005  (ISBN 978-2-87601-207-3)